# Praon orpheusi
Praon orpheusi är en stekelart som beskrevs av Kavallieratos, Athanassiou och Tomanovic 2003. Praon orpheusi ingår i släktet Praon och familjen bracksteklar. Inga underarter finns listade i Catalogue of Life.